# Rio Mangini

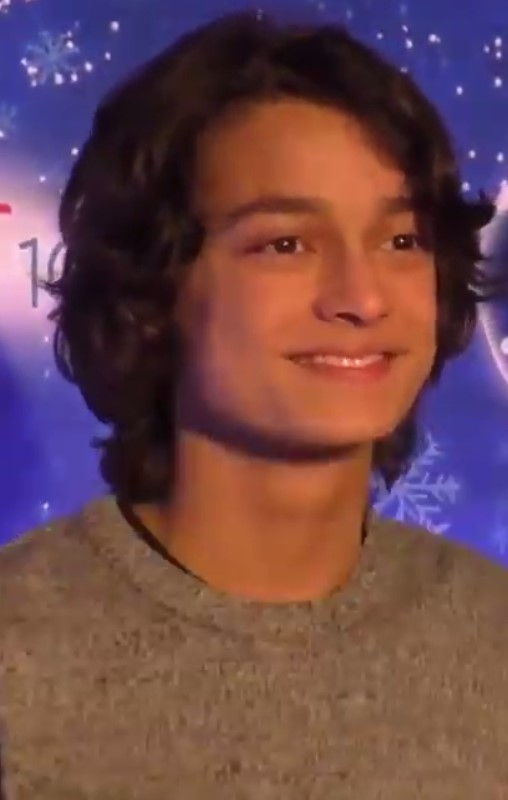
Rio Mangini (2016)

Rio Mangini (* 6. Oktober 2002) ist ein US-amerikanischer Schauspieler, Pianist und Synchronsprecher. Der dreifache Young-Artist-Award-Gewinner wurde durch diverse Nickelodeon- und Disney-Produktionen bekannt. Von 2015 bis 2016 spielte er die Rolle des Ace McFumbles in Bella and the Bulldogs.

## Leben und Karriere
Rio Mangini wurde am 6. Oktober 2002 geboren. Noch in seiner frühen Kindheit begann er mit dem Klavierspielen und wurde vielfach als Wunderkind bezeichnet. Nachdem er von der Abrams Artists Agency unter Vertrag genommen worden war, spielte er bereits als Neunjähriger in der renommierten Carnegie Hall, in der er daraufhin auch ein weiteres Mal auftrat. Für seine Leistung als klassischer Pianist wurde er bei den Young Artist Awards 2012 mit einem Spezialpreis in der Kategorie „Outstanding Instrumentalist“ ausgezeichnet und stand in diesem Jahr auch erstmals in einer nennenswerten Produktion als Schauspieler vor der Kamera. Hierbei übernahm er neben Rumer Willis und Josh Braaten die Hauptrolle des autistischen Jungen Jax in Lisanne Sartors Kurzfilm Six Letter Word. Der Film schaffte es 2013 über den Emerging Filmmaker Showcase bis zu den Filmfestspielen von Cannes.
2013 folgten diverse weitere Einsätze in Film und Fernsehen; unter anderem im Pilotfilm The Garcias Have Landed aus der Feder von Matt Wickline, der bereits davor einige andere Serien geschaffen hatte. Des Weiteren wurde Mangini in einer Episode der nur kurzlebigen Nickelodeon-Jugend-Sitcom Marvin Marvin eingesetzt, übernahm den wiederkehrenden Charakter des Sam in fünf Folgen von Karate-Chaoten und hatte drei verschiedene Rollen in der Sketch-Comedy-Serie What if?. Für seine Rolle des Sam wurde er bei den Young Artist Awards 2014 mit einem Young Artist Award in der Kategorie „Bester wiederkehrender Schauspieler in einer Fernsehserie – zehn Jahre oder jünger“ ausgezeichnet.
Im Jahr 2014 konnte der mehrfach ausgezeichnete Pianist abermals zahlreiche Einsätze als Schauspieler und Synchronsprecher verzeichnen. Neben jeweils einer Episode von Meine Schwester Charlie, Switched at Birth und Doc McStuffins, Spielzeugärztin war er auch in zwei Episoden der dritten Staffel von See Dad Run als Carlos zu sehen. Für seinen Gastauftritt in Meine Schwester Charlie wurde er im Folgejahr bei den Young Artist Awards 2015 für einen Young Artist Award in der Kategorie „Bester Gastdarsteller in einer Fernsehserie – zwischen elf und 13 Jahren“ nominiert und konnte sich in dieser Kategorie gegen Nick Cuthbertson, Justin Ellings und John Paul Ruttan durchsetzen. Im Filmbereich hatte er Engagements im Nickelodeon-Kurzfilm Pizza Bear Delivery Challenge oder als Woim, dem Handlanger und Sidekick des Schlägers Butch in Die kleinen Superstrolche retten den Tag, einer Neuverfilmung aus der Die-kleinen-Strolche-Reihe, in der einst Sidney Kibrick die Rolle des Woim innegehabt hatte. Des Weiteren übernahm Mangini die Nebenrolle des Dylan in Alexander Yellens Horror-Thriller Finders Keepers mit Jaime Pressly.
Nachdem Mangini 2015 bereits in drei Episoden von Miles von Morgen als Synchronsprecher mitgewirkt und als Cameron Jensen-Bauer eine Nebenrolle im Nickelodeon-Original-Movie Die Chaos-Kreuzfahrt erhalten hatte, war er ab diesem Jahr auch als einer der Hauptcharaktere in Bella and the Bulldogs zu sehen. Dabei spielte er Ace McFumbles, den Reporter des Schulfernsehens, der ständig mit einem Mikrofon in der Hand und einem falschen Schnauzer im Gesicht auftaucht. In der deutschsprachigen Synchronfassung der Serie leiht ihm Henning Berg die Stimme. 2016 wirkte er unter der Regie von Tony Leondis am DreamWorks-Animation-Film BOO: Büro für ominöse Ordnungswidrigkeiten in der Rolle des Dylan mit.

## Filmografie (Auswahl)
Filme
- 2012: Six Letter Word (Kurzfilm)
- 2013: The Garcias Have Landed (Pilotfilm)
- 2014: Pizza Bear Delivery Challenge (Kurzfilm)
- 2014: Die kleinen Superstrolche retten den Tag (The Little Rascals Save the Day)
- 2014: Finders Keepers
- 2015: Die Chaos-Kreuzfahrt (One Crazy Cruise)
- 2016: BOO: Büro für ominöse Ordnungswidrigkeiten (B.O.O.: Bureau of Otherworldly Operations)

Serie
- 2013: Marvin Marvin (eine Episode)
- 2013: What if? (drei Episoden)
- 2013: Karate-Chaoten (Kickin’ It) (fünf Episoden)
- 2014: Meine Schwester Charlie (Good Luck Charlie) (eine Episode)
- 2014: Switched at Birth (eine Episode)
- 2014: Doc McStuffins, Spielzeugärztin (Doc McStuffins) (Synchronrolle; eine Episode)
- 2014: See Dad Run (zwei Episoden)
- 2015–2017: Miles von Morgen (Miles from Tomorrowland) (Synchronrolle; vier Episoden)
- 2015–2016: Bella and the Bulldogs
- 2016: Teen Wolf (eine Episode)
- 2018: Everything Sucks! (Fernsehserie) (zehn Episoden)
- 2023: Wolf Pack (Fernsehserie) (acht Episoden)

## Auszeichnungen (Auswahl)
- 2012: Spezialpreis der Young Artist Awards in der Kategorie „Outstanding Instrumentalist“[2]
- 2014: Young Artist Award in der Kategorie „Bester wiederkehrender Schauspieler in einer Fernsehserie – zehn Jahre oder jünger“ für Karate-Chaoten[4]
- 2015: Young Artist Award in der Kategorie „Bester Gastdarsteller in einer Fernsehserie – zwischen elf und 13 Jahren“ für Meine Schwester Charlie[5]